# 单核细胞增生李斯特菌
单核细胞增生李斯特菌简称单增李斯特菌，是一种胞内寄生菌，属于李斯特菌属，革兰氏阳性、无芽孢、不耐酸的兼性厭氧杆菌。由于是该属中最主要的人类病原体，也是冷藏食品威胁人类健康的主要病原菌之一，所以口语中“李斯特菌”、“李氏菌”等常指单增李斯特菌，而非泛指李斯特菌属所有细菌。
单增李斯特菌為李斯特菌症的病原體。它主要以食物為傳染媒介，是最致命的食源性病原體之一，造成二至三成的感染者死亡。单增李斯特菌在美國每年約引起2500份病例、500人死亡，其中单增李斯特菌症是導致死亡的主要病因，其致死率甚至高過沙門氏菌及肉毒桿菌。
单增李斯特菌是革蘭氏陽性菌，屬厚壁菌門，取名自英國外科醫師約瑟夫·李斯特（Joseph Lister）。它在30°C以下的環境中具能動性，但通常不耐超過37°C的高溫；而除了以鞭毛運動之外，单增李斯特菌也能透過肌動蛋白絲狀物的爆炸性聚合（簡稱爆聚），藉真核細胞進行活動，即所謂的「彗尾」（comet tails）或「肌動蛋白火箭」（actin rockets）。
研究顯示，約一成的人類消化系統內滋長有单增李斯特菌。然而，獸醫才是碰上以单增李斯特菌為禍首之臨床病例的大宗，而病例中又以反芻動物感染腦膜腦炎的情況最為顯見。
单增李斯特菌具有相當的致病性，能經由婦女的产道感染腹中胎兒、引發腦膜炎，因此懷孕婦女通常不建議食用未經低溫殺菌的軟質乳酪，如：布利乳酪、卡門培爾芝士、菲達芝士、克索布蘭可乳酪等。
近期，单增李斯特菌則在疾病生物科技領域被用作模式生物來解釋相關學說。

## 微生物學性狀
单增李斯特菌是一種革蘭氏陽性桿菌。光鏡下菌體規則、短小、無分枝、不產生芽胞。在20-28°C環境下產生鞭毛，於顯微鏡下可見翻滾運動（Tumbling motility）；在37°C環境下並不產生鞭毛，故運動性減弱，此特性是重要鑑定依據，於Motility Test Medium（MTM）下可見特異性的傘狀運動（Umbrella motility）。
本菌兼性厭氧，可於常規培養基上生長。最適生長溫度為37°C，亦可在0-50°C範圍內生長，為嗜低溫菌（冷藏環境依然可增生）。在37°C環境下培養一至兩日可長成直徑1-2毫米的小型菌落，表面平滑。在血液瓊脂平板上培養時，菌落周圍會出現較窄的溶血環，呈完全溶血。在基礎培養基上生長的菌落在45度光源觀察時可見呈灰藍色。
在单增李斯特菌特異性培養基Modified Oxford Medium（MOX）上，以35°C培養24~48小時，可見因esculin水解產生的黑鐵酚類化合物，使菌落周圍出現黑色沉澱。
本菌生物化學特性為過氧化氫酶陽性、氧化酶陰性。VP試驗與甲基紅均為陽性。能發酵糖類，產酸不產氣。能分解七葉苷，不能分解尿素和明膠。不產生吲哚和硫化氫。
至少十三個血清型已被辨識出來，當中只有 4、1/2a和1/2b三種常見於人類感染中。因此，血清學檢驗在流行病學研究中意義有限。現時，脈衝場凝膠電泳、核糖體分型及多位點酶電泳等分子生物學方法能夠分別出同一血清型中的不同菌種，故於流行病學研究中具較廣泛的應用。

## 致病機制[13]
此菌屬兼性胞內寄生菌（facultative intracellular pathogen），入侵及寄生於細胞的過程如下：
1. 此菌藉由其表面蛋白Internalin A（Inl A，結合宿主細胞表面 E-cadherin）或 internalin B（Inl B，結合宿主細胞 C-Met，同時也是 hepatocyte growth factor（HGP）受體），活化訊號下游 PI3K 及 MAPK Cascade 使肌動蛋白（actin）聚合，細胞骨架重塑而將菌內吞。
2. 於內吞囊泡或吞噬體酸化後，listeriolysin O（LLO）、PI-PLC 及 PC-PLC 破壞囊泡使菌逃逸至細胞質，並開始於宿主細胞中生長。
3. 肌動蛋白組合誘導蛋白（actin assembly-inducing protein，ActA）促進肌動蛋白聚合，形成彗尾產生推力而前進，並可形成偽足（filopod）入侵至鄰近細胞。

## 臨床表現
单增李斯特菌感染可導致一系列癥狀包括：肺炎，發熱，咽喉炎，腹瀉，全身疼痛，腦膜炎，敗血病，嚴重時可引致死亡。 单增李斯特菌感染多數出現在新生嬰兒，老人，身心障礙者及免疫有缺陷人士。懷孕婦女感染单增李斯特菌有機會導致流產及死胎。
當發生单增李斯特菌性腦膜炎時，總死亡率可達70％、敗血症為 50％、圍產期/新生兒感染致死率超過80％。

## 治療方法
醫生使用抗生素如氨苄青黴素（Ampicillin）及慶大黴素（Gentamycin）治療单增李斯特菌感染。若有人進食被認為含单增李斯特菌而不表現任何症狀，一般認為不需進行治療或測試。

## 外部連結
- 美國食品藥物管理局－食源性致病微生物與自然毒素指南：单增李斯特菌
- 加拿大公共衛生局 （页面存档备份，存于）
- 微生物免疫學-Listeria monocytogenes（单核细胞增生李斯特菌） （页面存档备份，存于）